# شهرستان هوکر (نبراسکا)
شهرستان هوکر، نبراسکا (به انگلیسی: Hooker County, Nebraska) یک سکونتگاه مسکونی در ایالات متحده آمریکا است که در نبراسکا واقع شده‌است.

## خصوصیات
شهرستان هوکر ۱٬۸۶۹٫۹۸ کیلومترمربع مساحت دارد.